# Alberto Calderón
Alberto Calderón   (Mendoza, 14 de setembre de 1920 - Chicago, 16 d'abril de 1998) va ser un matemàtic argentí.

## Vida i obra
Fill d'un cirurgià que tenia certa passió per la música i l'aritmètica, va ser escolaritzat a l'escola dels Germans Maristes de Mendoza, fins que el seu pare va decidir enviar-lo a un internat a Suïssa, quan tenia dotze anys, per a que es preparés per ingressar al ETH Zürich que era considerada la millor escola d'enginyeria del món. De totes formes el 1934 va retornar a Mendoza on va acabar els estudis secundaris i el 1938 va ingressar a la universitat de Buenos Aires per estudiar enginyeria, tot i que durant els estudis es va decantar per les matemàtiques. El 1947 es va graduar com enginyer i va començar a treballar a la petrolera estatal YPF fins que el 1948 va assistir a un seminari del matemàtic d'origen polonès Antoni Zygmund que havia estat invitat a Buenos Aires pel seu professor Alberto González Domínguez. Zygmund el va recolzar per obtenir una beca Rockefeller i es va traslladar a fer el doctorat a la universitat de Chicago en la qual es va doctorar el 1950 amb una tesi dirigida per Zygmund.
Calderón va fer tota la seva carrera acadèmica als Estats Units: a la universitat Estatal d'Ohio (1950-1953), a l'Institut d'Estudis Avançats de Princeton (1953-1955), a l'Institut de Tecnologia de Massachusetts (1955-1959) i a la universitat de Chicago (1959-1985, amb una breu interrupció al MIT el 1972-75). Durant tota la seva vida va mantenir una estreta col·laboració amb Zygmund, revolucionant l'anàlisi matemàtica amb la seva teoria dels integrals singulars, avui coneguda com teoria de Calderon-Zygmund. Aquesta teoria va ser immediatament d'aplicació a nombrosos camps com, per exemple, l'anàlisi de l'operador laplacià. l'anàlisi harmònica, als operadors pseudo-diferencials usats en geometria, a la resolució d'equacions derivades parcials, etc.
El 1985 es va retirar prematurament de la universitat de Chicago per la greu malaltia de la seva primera esposa, que va morir a Buenos Aires. Però el 1989 va retornar com professor emèrit a la universitat de Chicago, ciutat en què va morir el 1998.
Calderón va publicar més de vuitanta articles científics.